# سرطان القولون
سرطان القولون والمستقيم (بالإنجليزية: Colorectal cancer)‏ ويعرف أيضاً بـ سرطان الأمعاء هو أحد أكثر السرطانات شيوعًا وينشأ من القولون أو المستقيم (أجزاء من الأمعاء الغليظة) نتيجة لحدوث نمو غير طبيعي للخلايا التي لديها القدرة على المهاجمة والانتشار إلى الأعضاء الأخرى في الجسم. من علامات وأعراض هذا المرض وجود دم في البراز وتغير في حركة الأمعاء (إما إمساك أو إسهال) وفقدان الوزن والشعور بالتعب والإرهاق طوال الوقت.
معظم حالات سرطان القولون والمستقيم تحدث بسبب عوامل ذات علاقة بنمط الحياة وتقدم السن مع وجود عدد قليل من الحالات بسبب عوامل وراثية غير معروفة. تشمل عوامل الخطورة المسببة لهذا المرض أيضاً النظام الغذائي والسمنة والتدخين وقلة النشاط البدني. العوامل الغذائية التي تزيد خطر الإصابة بهذا المرض تشمل تناول اللحوم الحمراء واللحوم المعالجة (مثل اللحوم المملحة والمجففة والمخمرة والمدخنة واللحوم المعلبة والصلصات التي تحتوى على اللحوم) وكذلك المشروبات الكحولية. من العوامل الخطيرة أيضاً أمراض التهابات الأمعاء وتشمل مرض كرون والتهاب القولون التقرحي. بعض الاضطرابات الجينية الموروثة التي قد تسبب الإصابة بسرطان القولون والمستقيم تشمل مرض السلائل الورمي الغدي العائلي ومتلازمة لينش إلا أنها لا تمثل سوى أقل من 5٪ من الحالات. عادة ما تبدأ الإصابة على شكل ورم حميد (غالباً على شكل زائدة لحمية) وتتحول مع مرور الوقت إلى سرطانة.
يتم تشخيص سرطان الأمعاء عن طريق الحصول على عينة من القولون (تسمى خزعة) من خلال إجراء أو منظار القولون. يعقب ذلك إجراء التصوير الطبي لتحديد مدى انتشار المرض. يعد فحص السرطان إجراء فعالاً لمنع وتقليل الوفيات الناجمة عن سرطان القولون والمستقيم، وينصح بإجراء الفحوصات الطبية ابتداءً من سن الخمسين وحتى الخامسة والسبعين. أثناء فحص القولون بالمنظار يمكن إزالة الزوائد اللحمية الصغيرة إن وجدت، أما إذا اكتُشف زوائد كبيرة أو ورم فتُستأصل خزعة لإخضاعها للفحص لمعرفة إن كانت سرطانية. تساعد بعض العقاقير الطبية مثل الأسبرين وغيره من مضادات الالتهاب اللاستيرويدية على تقليل مخاطر الإصابة بهذا المرض، غير أنه لا ينصح باستخدامها بشكل منتظم لهذا الغرض بسبب آثارها الجانبية.
يُعالج سرطان القولون والمستقيم عن طريق الجمع ما بين عدة وسائل علاجية وهي الجراحة والعلاج الإشعاعي والعلاج الكيميائي والعلاج الموجه. تكون السرطانات المحصورة داخل جدار القولون أكثر قابلية للعلاج عن طريق الجراحة بينما يصبح العلاج صعباً أو غير ممكن في حالة إنتشار الإصابة وانتقالها إلى أعضاء أخرى في الجسم. يصل معدل عدد الأشخاص في الولايات المتحدة الذين بقوا على قيد الحياة لمدة خمس سنوات منذ اكتشاف إصابتهم بالمرض إلى حوالي 65٪ وذلك يعتمد على مدى تقدم حالة الإصابة بالمرض، بغض النظر عن الحالة الصحية العامة للمصاب وعما إذا كانت إزالة السرطان ممكنة عن طريق الجراحة. على المستوى العالمي، يعد سرطان القولون والمستقيم هو النوع الثالث الأكثر شيوعاً من أنواع السرطان التي تشكل مجتمعة حوالي 10٪ من جميع الحالات السرطانية، وفي عام 2012 كان هناك 1.4 مليون حالة إصابة جديدة و 694 ألف حالة وفاة بسبب هذا المرض. يعد هذا المرض أكثر انتشاراً في الدول المتقدمة، حيث يوجد فيها أكثر من 65٪ من حالات الإصابة، كما أنه أقل انتشاراً لدى النساء من الرجال.

## العلامات والأعراض
علامات وأعراض سرطان القولون والمستقيم تعتمد على مكان وجود الورم في الأمعاء وعلى مدى انتشاره في الجسم (النقيلة). هناك علامات تحذيرية تظهر عند الإصابة بهذا المرض وتشمل تكرر حالات الإمساك الشديد، ووجود دم في البراز، وصغر في قطر البراز (السماكة)، وفقدان الشهية، وفقدان الوزن، والغثيان أو التقيؤ خصوصاً لدى الأشخاص الذين تتجاوز أعمارهم الخمسين.
إن النزيف المستمر من القولون يمكن أن يؤدي إلى فقر الدم الناجم عن عوز الحديد، لذا فظهور أعراض فقر الدم الناجم عن عوز الحديد مثل التعب والضعف والارهاق المستمر وشحوب اللون_ إن ظهور هذه الأعراض في كبار السن (أكبر من خمسين سنة) وفي النساء بعد سن اليأس يـُعتَبر ناجم عن سرطان القولون حتى يُثبَت العكس.
إلا أن الأعراض الشائعة الأخرى مثل فقدان الوزن وحدوث تغير في نشاط الأمعاء لا تدعو للقلق إلا إذا كانت مرتبطة بحدوث نزيف
إن كلاً من البوليبات غير السرطانية والسرطانية لا يسبب عادة أية أعراض، حتى إذا تحولت البوليبات إلى سرطان، فإن الأعراض تكون نادرة إلى أن يصير الورم ضخما عندما يسد الأمعاء الغليظة أو ينزف إلى البراز. حين يحدث هذا قد يكون السرطان قد اخترق جدار الامعاء وانتشر إلى الغدد الليمفية في البطن أو إلى أعضاء أخرى. الأعراض التي قد تظهر هي الإمساك، إخراج دم من المؤخرة، وأوجاع البطن.
إن سرطان القولون يؤدي إلى الإمساك كما يؤدي أحياناً إلى ألمٍ في القولون إلا أن معظم حالات الإمساك وآلام البطن ليس سببها سرطان القولون، ولكن هناك أعراضٌ أخرى تترافق مع سرطان القولون، وهي كما يلي:
1. وجود الدم في البراز أو عليه؛ سواء كان لون الدم فاتحاً أو شديد القتامة.

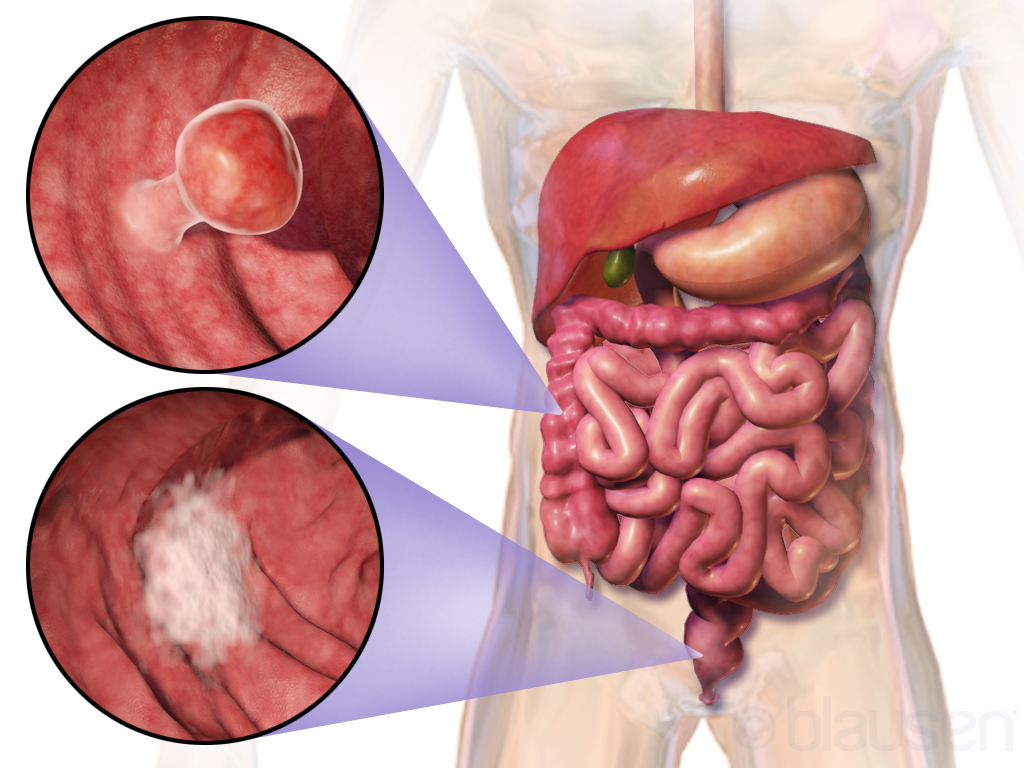
سرطان القولون

2. سرطان القولونكون البراز أرفع بكثير من المعتاد، وأنت تقول بأن هذه المشكلة مزمنة وليست حديثة.
3. انزعاجٌ عام بالمعدة (انتفاخ، امتلاء، مغص).
4. آلام غازية متكررة.
5. الشعور بأن الأمعاء غير فارغة تماماً.
6. انخفاض الوزن بدون أسباب.
7. شعورٌ دائمٌ بالتعب.

## المسببات
أكثر من 75-95% من حالات الإصابة بسرطان القولون تحدث لدى الأشخاص الذين لديهم القليل أو ليس لديهم أي عوامل وراثية. عوامل الإصابة تزيد لدى الذكور وكبار السن كما يسبب الإصابة تناول كميات كبيرة من الدهون والكحول واللحوم الحمراء واللحوم المعالجة والسمنة والتدخين وعدم ممارسة الرياضة البدنية. ترتبط حوالي 10% من الحالات بعدم ممارسة نشاط كاف، كما تزيد نسبة الإصابة لدى من يكثرون من تعاطي الكحول. وجد أن شرب 5 أكواب من الماء يومياً يقلل من خطورة الإصابة بسرطان القولون والمستقيم والأورام الغدية.

### أمراض التهابات الأمعاء

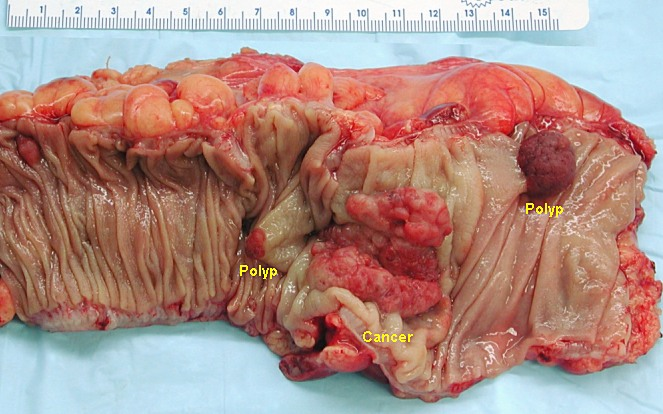
سرطان القولون

الأشخاص الذين يعانون من مرض التهاب الأمعاء (التهاب القولون التقرحي ومرض كرون) معرضون بدرجة كبيرة للإصابة بسرطان القولون، وتزيد خطورة الإصابة كلما طالت فترة الإصابة بالتهاب الأمعاء وكلما زادت شدة الالتهابات. في هذه الفئات عالية الخطورة ينصح بالوقاية عن طريق استخدام الأسبرين وكذلك إجراء تنظير للقولون بصورة منتظمة. الأشخاص المصابون بمرض التهاب الأمعاء يمثلون نسبة أقل من 2% من حالات الإصابة بسرطان القولون سنوياً. حيث وجد أن المصابين بمرض كرون يصاب 2% منهم بسرطان القولون والمستقيم بعد 10 سنوات، و 8% بعد 20 سنة، و 18% بعد 30 سنة، كما أن المصابين بالتهاب القولون التقرحي يتطور المرض لدى 16% منهم إلى خلل في الأنسجة أو إلى سرطان في القولون على مدى 30 عاماً.

### العوامل الوراثية
إن الأشخاص الذين لديهم تاريخ عائلي لسرطان القولون في اثنين أو أكثر من الأقارب (مثل أحد الوالدين أو الأشقاء) يكونون أكثر عرضة للإصابة بالمرض مرتين إلى ثلاثة أضعاف، وتمثل هذه الفئة حوالي 20٪ من جميع الحالات. يرتبط عدد من المتلازمات الوراثية أيضًا بارتفاع معدلات الإصابة بسرطان القولون والمستقيم. وأكثر هذه الحالات شيوعًا هو سرطان القولون والمستقيم الوراثي غير السليلي (HNPCC، أو متلازمة لينش) والذي يوجد في حوالي 3٪ من الأشخاص المصابين بسرطان القولون والمستقيم. المتلازمات الأخرى التي ترتبط ارتباطًا وثيقًا بسرطان القولون والمستقيم تشمل متلازمة جاردنر وداء البوليبات الغدي العائلي (FAP). بالنسبة للأشخاص الذين يعانون من هذه المتلازمات، يحدث السرطان دائمًا ويشكل 1% من حالات السرطان. قد يُوصى بإجراء استئصال المستقيم والقولون الكامل للأشخاص الذين يعانون من داء البوليبات الغدي العائلي كإجراء وقائي بسبب ارتفاع خطر الإصابة بالأورام الخبيثة. قد لا يكون الاستئصال غير كافيًا كإجراء وقائي بسبب ارتفاع خطر الإصابة بسرطان المستقيم في حالة بقاء المستقم. متلازمة السلائل الأكثر شيوعًا والتي تؤثر على القولون هي متلازمة السلائل المسننة ، والتي ترتبط بخطر الإصابة بسرطان القولون والمستقيم بنسبة 25-40.
ترتبط معظم الوفيات الناجمة عن سرطان القولون بسبب انتشاره إلى أماكن أخرى من الجسم. تم عزل الجِين الذي يبدو أنه يساهم في احتمالية انتشار المرض، وهو الانبثاث المرتبط بسرطان القولون 1 ( MACC1 ). وهو جين يؤثر على التعبير عن عامل نمو خلايا الكبد . ارتبط هذا الجين بتكاثر وغزو وانتشار خلايا سرطان القولون في الفئران. قد يكون MACC1 هدفًا محتملاً للتدخل في علاج السرطان، لكن هذا الاحتمال يحتاج إلى تأكيد من خلال الدراسات السريرية.
تلعب العوامل اللاجينية ، مثل مثيلة الحمض النووي غير الطبيعية لمحفزات تثبيط الورم ، دورًا في تطور سرطان القولون والمستقيم.
اليهود الأشكناز لديهم معدل خطر أعلى بنسبة 6٪ للإصابة بالأورام الغدية ومن ثم سرطان القولون بسبب الطفرات في جين APC الأكثر شيوعًا.

## عوامل الخطر
- كبار السن - عمر أكبر من 50 سنة.[16]
- الأجناس من أصل إفريقي.
- لديك تاريخ شخصي لسرطان القولون والمستقيم أو الزوائد الغددية.
- الأمراض المعوية الالتهابية. الأمراض الالتهابية المزمنة في القولون، مثل التهاب القولون التقرحي (Ulcerative colitis) وداء كرون (داء كرون)، يمكن أن يزيدان من خطر الإصابة بسرطان القولون.
- إصابة أحد الأقارب بسرطان القولون سابقا.
- نظامك الغذائي منخفض الألياف، ومرتفع الدهون.
- نمط الحياة الخامل. إذا كنت غير نشط، فأنت أكثر عرضة للإصابة بسرطان القولون. ممارسة النشاط البدني بانتظام يقلل من خطر الإصابة بسرطان القولون.
- السمنة. الأشخاص الذين يعانون من السمنة المفرطة تزيد لديهم مخاطر الإصابة بسرطان القولون وزيادة خطر الوفاة بسبب سرطان القولون بالمقارنة مع الأشخاص أصحاب الوزن الطبيعي.
- التدخين.
- "شرب الكحول بكميات كبيرة قد يزيد من خطر الإصابة بسرطان القولون هناك دراسة وجدت أن "الأشخاص الذين يستهلكون أكثر من 30 غ من الكحول يومياً (خاصةً الذين يستهلكون أكثر من 45 غ يومياً) لديهم زيادة خفيفة في خطر الإصابة بسرطان القولون.[17]
- العلاج الإشعاعي للسرطان. العلاج الإشعاعي الموجه على البطن لعلاج سرطان سابق قد يزيد من مخاطر الإصابة بسرطان القولون مستقبليا.

## الميكانيزمات
سرطان القولون والمستقيم هو مرض ينشأ من الخلايا الظهارية في القولون أو المستقيم نتيجة طفرات جينية تؤدي إلى نمو غير منضبط للخلايا. غالبًا ما يبدأ المرض بخلل في مسار إشارات Wnt، المسؤول عن تنظيم انقسام الخلايا والحفاظ على بطانة القولون. يعد جين APC الأكثر تأثرًا، حيث يؤدي تعطله إلى تراكم بروتين β-catenin، الذي ينشط الجينات المحفزة للنمو، مما يؤدي إلى تكاثر غير طبيعي للخلايا.
إلى جانب ذلك، تحدث طفرات إضافية في جين TP53، المسؤول عن مراقبة انقسام الخلايا وتحفيز موت الخلايا غير الطبيعية. عند تعطله، تتحول الأورام الحميدة إلى أورام سرطانية غازية. كما أن طفرات في جينات مثل KRAS وPI3K تؤدي إلى زيادة تحفيز انقسام الخلايا، مما يساهم في عدوانية السرطان وانتشاره.
1. أورام غير مفرطة الطفرات: تتضمن طفرات في CTNNB1، SOX9، ATM، وARID1A، وتحدث بشكل تدريجي عبر طفرات متتابعة.
2. أورام مفرطة الطفرات: تحدث نتيجة خلل في آلية إصلاح الحمض النووي، كما في متلازمة لينش، مما يؤدي إلى تراكم الطفرات بسرعة. حوالي 15-18% من سرطانات القولون تنشأ بهذه الطريقة، مع 3% منها مرتبطة بمتلازمة لينش.م.[21][22]

التطور التقليدي للمرض يُعرف بـ تسلسل البوليبات إلى السرطان، حيث تتحول الخلايا الطبيعية إلى أورام حميدة ثم إلى سرطان غازي بسبب تراكم الطفرات الجينية والتغيرات البيئية. تشمل هذه العملية خللًا في آليات إصلاح الحمض النووي، طفرات وراثية، وتغيرات التهابية.
تتميز الأورام ذات الخلل في إصلاح عدم التطابق الجيني (MMR) بزيادة ملحوظة في التكرارات المتسلسلة القصيرة، نتيجة نقص بروتينات MMR، والذي غالبًا ما يكون ناتجًا عن كبت جيني (Epigenetic Silencing) أو طفرات وراثية مثل متلازمة لينش. يعاني 15-18% من سرطانات القولون والمستقيم من هذا الخلل، حيث تعود 3% منها إلى متلازمة لينش. تلعب بروتينات MMR دورًا أساسيًا في الحفاظ على استقرار المادة الوراثية عبر تصحيح الأخطاء الجينية، لذا فإن غيابها يؤدي إلى تراكم الطفرات السرطانية، مما يسرّع من تطور المرض.
الكشف المبكر، مثل تنظير القولون، يساعد في اكتشاف التغيرات قبل تحولها إلى سرطان، مما يزيد من فرص العلاج والنجاة. كما أن الأبحاث الحديثة تسلط الضوء على دور التغيرات الجينية والتعديلات فوق الجينية (Epigenetics) في تطور المرض، مما يفتح الباب لعلاجات مستهدفة أكثر فعالية.

## التغيرات فوق الجينية
التغيرات الفوق جينية (Epigenetic alterations) أكثر شيوعًا في سرطان القولون مقارنة بالطفرات الجينية. وفقًا لدراسة Vogelstein et al.، يحتوي متوسط سرطان القولون على 1 أو 2 من الطفرات المسببة للسرطان (Oncogenes)، و1 إلى 5 طفرات في جينات مثبطة للأورام، إلى جانب حوالي 60 طفرة إضافية غير مؤثرة بشكل مباشر. تشمل التغيرات الفوق جينية الشائعة في السرطانات فرط أو نقص مثيلة (Hypermethylation/Hypomethylation) جزر CpG في الجينات المشفّرة للبروتينات، بالإضافة إلى تعديلات على الهستونات والبنية الكروموسومية، مما يؤثر على تنظيم التعبير الجيني. على سبيل المثال، عُثر على 147 موقعًا بفرط المثيلة و27 موقعًا بنقص المثيلة مرتبطة بسرطان القولون والمستقيم. ومن بين هذه الجينات، كانت 10 جينات مفرطة المثيلة في جميع حالات سرطان القولون، بينما ظهر فرط المثيلة في أكثر من 50% من الحالات الأخرى. بالإضافة إلى ذلك، لوحظت 11 حالة فرط مثيلة و96 حالة نقص مثيلة في جينات miRNA المرتبطة بسرطان القولون والمستقيم.
يحدث التغير الفوق جيني بشكل طبيعي مع تقدم العمر، مما قد يفسر ارتفاع خطر الإصابة بسرطان القولون مع التقدم في السن، إلا أن مصدر وآلية حدوث هذه التغيرات المرتبطة بالعمر لا تزال غير معروفة. حوالي 50% من الجينات التي تتأثر بالمثيلة مع العمر هي نفسها الجينات المرتبطة بتطور سرطان القولون، مما يشير إلى صلة محتملة بين الشيخوخة وزيادة خطر الإصابة بهذا السرطان.
يمكن أن يؤدي انخفاض التعبير عن إنزيمات إصلاح الحمض النووي بسبب التغيرات الفوق جينية إلى عدم استقرار جيني وفوق جيني، وهي سمة مميزة للسرطانات. في حين أن بعض سرطانات القولون والمستقيم ناتجة عن طفرات في جينات إصلاح الحمض النووي، فإن الغالبية العظمى من هذه الحالات تحدث بسبب التغيرات الفوق جينية التي تقلل أو تعطل تعبير هذه الجينات. علاوة على ذلك، قد تؤثر التغيرات الفوق جينية على استجابة المريض للعلاج الكيميائي، مما يجعل فهمها أمرًا مهمًا في تحسين استراتيجيات العلاج.

## الجينوميات
تم تقديم تصنيف الأنماط الجزيئية التوافقية (CMS) لسرطان القولون والمستقيم لأول مرة في عام 2015. يُعتبر هذا التصنيف حتى الآن الأكثر دقة وثباتًا، حيث يوفر تفسيرًا بيولوجيًا واضحًا، ويشكل أساسًا مهمًا لتقسيم المرضى سريريًا وتطوير علاجات موجهة بناءً على النوع الفرعي للسرطان.
في عام 2021، اقتُرح تصنيف جديد قائم على التغيرات الفوق جينية (EpiC) لسرطان القولون والمستقيم، حيث حُددت أربعة أنماط فرعية معتمدة على المعززات الجينية (Enhancer Subtypes) لدى المصابين بهذا السرطان. يعتمد هذا التصنيف على تحليل حالات الكروماتين باستخدام 6 علامات هستونية لتمييز الأنماط الفوق جينية المختلفة.
يمكن أن يؤدي الدمج بين التصنيفين CMS و EpiC إلى تحسين استراتيجيات العلاج الحالية، حيث يتيح نهجًا علاجيًا تكامليًا يعتمد على الخصائص الجزيئية والجينية لكل مريض، مما يعزز فعالية العلاجات المستهدفة.

## التشخيص
يتم تشخيص سرطان القولون والمستقيم من خلال أخذ عينات من المناطق المشبوهة في القولون، والتي يُحتمل أن تحتوي على أورام. يتم ذلك عادةً أثناء تنظير القولون أو تنظير السيني، وذلك حسب موقع الآفة.

### التصوير الطبي
يُستخدم التصوير الطبي في تشخيص سرطان القولون والمستقيم وتحديد مدى انتشاره. قد يتم اكتشاف الورم لأول مرة عبر التصوير المقطعي المحوسب (CT scan)، الذي يُستخدم أيضًا لفحص الصدر، البطن، والحوض لتقييم انتشار السرطان. كما يمكن اللجوء إلى التصوير المقطعي بالإصدار البوزيتروني (PET) أو التصوير بالرنين المغناطيسي (MRI) في بعض الحالات الخاصة، حيث يُعد الأخير أداة مهمة لتقييم المرحلة المحلية للورم وتحديد الخطة الجراحية الأنسب.

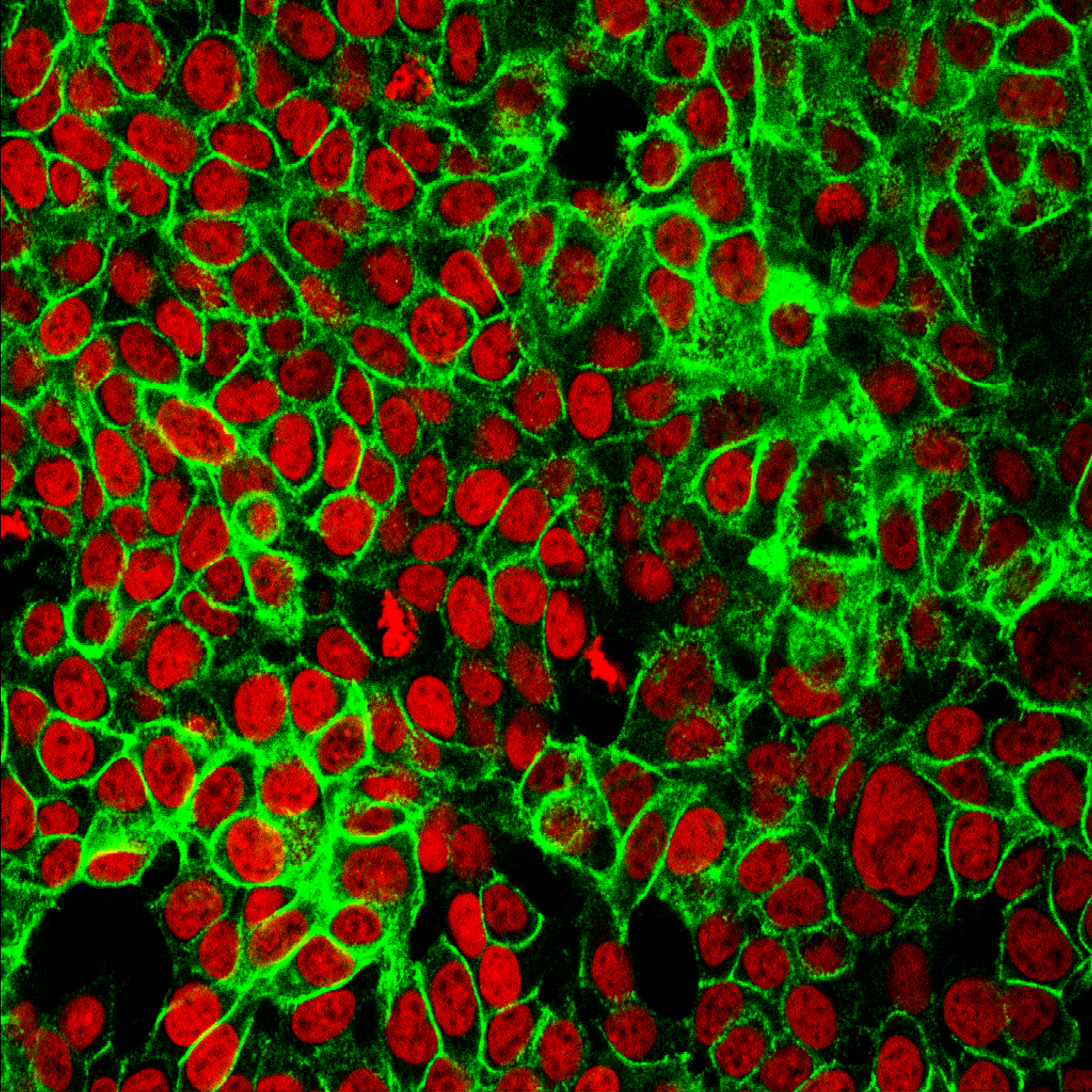
خلايا سرطان القولون البشري.

بعد العلاج الكيميائي الإشعاعي المبدئي، يُستخدم التصوير بالرنين المغناطيسي لتحديد مدى استجابة المريض للعلاج. إذا لم يُظهر الفحص أي نشاط ورمي، فقد يتمكن بعض المرضى من تجنب الجراحة وتقليل المضاعفات. كما يُوصى بإجراء فحوصات دورية بالرنين المغناطيسي، الفحص السريري، وتنظير القولون للكشف المبكر عن أي انتكاسة محلية، مما يسمح بالتدخل الجراحي العلاجي عند الحاجة. إضافةً إلى ذلك، فإن تقييم درجة تراجع الورم باستخدام التصوير بالرنين المغناطيسي يساعد في التنبؤ بمعدلات البقاء على قيد الحياة طويلة الأمد.

### التشريح المرضي

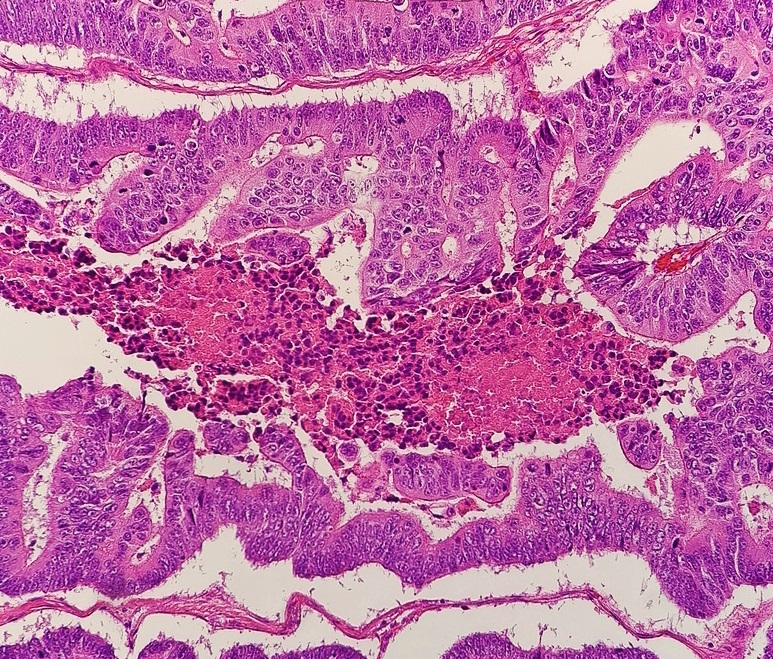
صورة مجهرية لسرطان القولون والمستقيم الغدي

تُحدد الخصائص النسيجية لسرطان القولون والمستقيم من خلال تحليل عينات الأنسجة المأخوذة عبر الخزعة أو الجراحة. يتضمن تقرير التشريح المرضي وصفًا دقيقًا للخلايا السرطانية، ومدى غزو الورم للأنسجة السليمة، وما إذا كان قد تُزال بالكامل. يُعد السرطان الغدي (Adenocarcinoma) الشكل الأكثر شيوعًا من سرطان القولون والمستقيم، حيث يشكل 95-98% من الحالات. تشمل الأنواع النادرة الأخرى الأورام اللمفاوية، والسرطان الغدي الحرشفي، والسرطان الحرشفي، وتتميز بعض الأنواع الفرعية بدرجة أعلى من العدوانية. في الحالات غير الواضحة، يمكن استخدام الاختبارات الكيميائية النسيجية المناعية (Immunohistochemistry) للمساعدة في التشخيص

### التدريج
يعتمد تصنيف مراحل السرطان على النتائج الإشعاعية والمرضية، ويُستخدم نظام TNM الشائع في معظم أنواع السرطان، حيث يحدد مدى انتشار الورم الأساسي، ووجود النقائل في العقد اللمفاوية أو الأعضاء البعيدة. تُستخدم أحدث إصدارات التصنيف، مثل الإصدار الثامن للجنة الأمريكية المشتركة للسرطان (AJCC) لعام 2018، لتحديد مرحلة السرطان بدقة وتحسين خطط العلاج.

## خيارات العلاج
ُتصنف سرطان القولون إلى درجات أو مراحل، ويعتمد العلاج على الدرجة، ينصح بإجراء جراحة لاستئصال جزء من المعي – أو المعي كله – لكل درجة منها، وهذا يشمل شق البطن واستئصال الجزء المصاب بالسرطان من المعي (استئصال القولون).
يمكن إجراء الجراحة أيضا باستخدام منظار داخلي وذلك بعد أن يصنع الجراح قطوعاً معدودة وصغيرة كثقب المفتاح في البطن، وهذ الإجراء يكتنفه الجدل.
أحيانا ما تتبع الجراحة بالعلاج الإشعاعي أو العلاج الكيماوي أو الإثنين معا، معظم مرضى سرطان القولون لا يحتاجون إلى تفميم القولون، والإجراءات الجراحية التي تحافظ على العاصرة الشرجية تسمح لغالبية المرضى بالاحتفاظ بقدرتهم على التحكم في أمعائهم والتخلص من فضلاتها بالطريق الطبيعي .

## الوقاية من سرطان القولون
تشير التقديرات إلى أن حوالي نصف حالات سرطان القولون والمستقيم ترجع إلى عوامل تتعلق بنمط الحياة، وحوالي ربع الحالات يمكن الوقاية منها. يمكن لممارسة النشاط البدني ، واستهلاك نظام غذائي غني بالألياف ، وتقليل التدخين واستهلاك الكحول-أن يقلل من خطر الإصابة.

### أسلوب الحياة
يوجد أدلة قوية تربط بين عوامل الخطر المرتبطة بنمط الحياة وقلة ممارسة الرياضة والتدخين والكحول والسمنة. يمكن تقليل خطر الإصابة بسرطان القولون عن طريق الحفاظ على وزن طبيعي للجسم من خلال الجمع بين التمارين الكافية واتباع نظام غذائي صحي.
تشير الأبحاث الحالية بأن استمرار تناول المزيد من اللحوم الحمراء واللحوم المصنعة يزيد من خطر الإصابة بالمرض. ابتداءً من السبعينيات، غالبًا ما تضمنت التوصيات الغذائية للوقاية من سرطان القولون والمستقيم زيادة استهلاك الحبوب الكاملة والفواكه والخضروات وتقليل تناول اللحوم الحمراء واللحوم المصنعة. استند هذا إلى دراسات على الحيوانات ودراسات قائمة على الملاحظة بأثر رجعي. ومع ذلك، فشلت الدراسات المستقبلية واسعة النطاق في إثبات ما اذا كان هذا له تأثير وقائي كبير، وبسبب الأسباب المتعددة للسرطان وتعقيد الدراسات التي تربط بين النظام الغذائي والصحة، فمن غير المؤكد ما إذا كانت أي تدخلات غذائية محددة سيكون لها آثار وقائية كبيرة. في عام 2018 صرح المعهد الوطني للسرطان أنه "لا يوجد دليل موثوق على أن النظام الغذائي الذي يبدأ في مرحلة البلوغ والذي يكون قليل الدسم واللحوم وغني بالألياف والفواكه والخضروات من شأنه أن يقلل من خطر الإصابة بدرجة ملحوظة .
وفقًا للصندوق العالمي لبحوث السرطان، فإن استهلاك المشروبات الكحولية واستهلاك اللحوم المصنعة يزيدان من خطر الإصابة بسرطان القولون والمستقيم.
أشار تقرير السرطان الصادر عن منظمة الصحة العالمية لعام 2014 إلى أنه تم افتراض أن الألياف الغذائية قد تساعد في الوقاية من سرطان القولون والمستقيم، ولكن معظم الدراسات لم تثبت ذلك، وظلت حالة العلم غير واضحة حتى عام 2014. ومع ذلك، وجدت مراجعة عام 2019 دليلًا على الاستفادة من الألياف الغذائية والحبوب الكاملة. أدرج الصندوق العالمي لأبحاث السرطان فائدة الألياف للوقاية من سرطان القولون والمستقيم على أنها "محتملة" اعتبارًا من عام 2017. تقول مراجعة شاملة لعام 2022 أن هناك "أدلة مقنعة" على هذا الارتباط.
يوصى بزيادة النشاط البدني. حيث ترتبط التمارين البدنية بانخفاض طفيف في القولون ولكن ليس من خطر الإصابة بسرطان المستقيم. تقلل المستويات العالية من النشاط البدني من خطر الإصابة بسرطان القولون بنحو 21٪. يرتبط الجلوس لفترات طويلة بارتفاع معدل الوفيات بسبب سرطان القولون. التمرين المنتظم لا ينفي الخطر ولكنه يقلل منه.

### الأدوية والمكملات
يقلل الأسبرين ،والسيليكوكسيب من خطر الإصابة بسرطان القولون والمستقيم لدى الأشخاص المعرضين لخطر كبير. يوصى باستخدام الأسبرين لمن هم في سن 50 إلى 60 عامًا، وليس لديهم خطر متزايد من النزيف، وهم معرضون لخطر الإصابة بأمراض القلب والأوعية الدموية للوقاية من سرطان القولون والمستقيم. لا ينصح به لمن هم في خطر متوسط.

### الكشف المبكر
نظرًا لأن أكثر من 80٪ من سرطانات القولون والمستقيم تنشأ من الأورام الغدية الحميدة، فإن فحص المبكر السرطان فعال في منع تفتقم الورم الى ورم خبيث . يميل تشخيص حالات سرطان القولون والمستقيم من خلال الفحص إلى الحدوث قبل 2-3 سنوات من تشخيص الحالات المصحوبة بأعراض. يمكن إزالة أي بؤر سرطانية في حال اكتشافها، عادةً عن طريق تنظير القولون أو التنظير السيني، وبالتالي منعها من التحول إلى سرطان خبيث. يمكن للفحص أن يقلل من وفيات سرطان القولون والمستقيم بنسبة 60٪.
اختبارات الفحص الرئيسية الثلاثة هي تنظير القولون، واختبار الدم الخفي في البراز، والتنظير السيني المرن. من بين الثلاثة، لا يستطيع التنظير السيني فحص الجانب الأيمن من القولون الذي تنشأ منه 42٪ من السرطانات. ومع ذلك، فإن التنظير السيني المرن لديه أفضل دليل على تقليل مخاطر الوفاة من أي سبب.

### التوصيات
في الولايات المتحدة، يوصى بالفحص عادة بين سن 50 إلى 75 عامًا. توصي جمعية السرطان الأمريكية بالبدء في سن 45. بالنسبة لأولئك الذين تتراوح أعمارهم بين 76 و 85 عامًا ، يجب أن يكون قرار الفحص فرديًا. بالنسبة لأولئك المعرضين لخطر كبير ، يجب أن تبدأ الفحوصات عادة في عمر 40 سنة.

## الأبحاث
وجدت مجموعة بحث أن لمركب سكلاريول القدرة على إحداث أثر الاستماتة على خلايا سرطان القولون.